# Lesaca
Lesaca (oficialmente en euskera: Lesaka) es una villa y un municipio español de la Comunidad Foral de Navarra, situado en la merindad de Pamplona. Su población en 2024 fue de 2716 habitantes (INE). Su término municipal tiene una superficie de 57,4 km²

## Toponimia
Se desconoce el origen del nombre de la localidad. El vascofrancés Jean-Baptiste Orpustan, profesor de literatura vasca y experto en toponimia, opinaba que Lesaca era una versión latinizada del topónimo Latsaga, que significa lugar del arroyo, definición que por otro lado se ajusta bien a la descripción de Lesaca, donde el arroyo Onin divide de forma llamativa el pueblo en dos partes.
Para Julio Caro Baroja Lesaca era un topónimo muy antiguo que debía ponerse en relación con otros topónimos acabados en el sufijo -aca, como las localidades vizcaínas de Mundaca o Meñaca, o la aragonesa Jaca. Caro Baroja pensaba que estos estaban relacionados con un estado más antiguo del sufijo vasco -aga, que indica lugar, y sospechaba que tenía un origen celta. 
El gentilicio de Lesaca es lesakarra.

## Geografía
Integrado en la comarca de Cinco Villas, se sitúa a 63 kilómetros de Pamplona. El término municipal está atravesado por tramos de la carretera N-121-A (Pamplona-Irún) y por carreteras locales que permiten la comunicación con Igantzi y Oyarzun. 
| Noroeste: Oyarzun (Guipúzcoa) e Irún (Guipúzcoa) | Norte: Irún (Guipúzcoa) | Nordeste: Vera de Bidasoa |
| Oeste: Oyarzun (Guipúzcoa)                       |                         | Este: Vera de Bidasoa     |
| Suroeste: Goizueta                               | Sur: Aranaz e Igantzi   | Sureste: Etxalar          |

El relieve del municipio está definido por las primeras elevaciones orientales de los Pirineos navarros, además de por el río Bidasoa, que hace de límite con Vera de Bidasoa. Algunos arroyos tributarios del Bidasoa represan sus aguas en los embalses de San Antón-Endara y Domiko. La altitud oscila entre los 843 metros al suroeste (pico Bianditz), en el límite con Goizueta, y los 20 metros a orillas del río Bidasoa. El pueblo se alza a 78 metros sobre el nivel del mar.

## Demografía
Lesaca cuenta con una población de 2716 habitantes (INE 2024).
| Gráfica de evolución demográfica de Lesaka entre 1842 y 2021 |
| |
| Población de derecho según los censos de población del INE Población de hecho según los censos de población del INEEn estos censos se denominaba Lesaca: 1842, 1857, 1860, 1877, 1887, 1897, 1900, 1910, 1920, 1930, 1940, 1950, 1960, 1970 y 1981 |

#### Distribución de la población
El municipio se divide en las siguientes entidades de población, según el nomenclátor de población publicado por el INE (Instituto Nacional de Estadística). Los datos de población se refieren a 2014
| Entidad de población | Población (2014) |
| -------------------- | ---------------- |
| Alcayaga             | 201              |
| Auzoberri            | 25               |
| Biurrana             | 31               |
| Caztazpegui          | 57               |
| Endara               | 18               |
| Endarlaza            | 0                |
| Frain                | 116              |
| Izotzaldea           | 57               |
| Lesaca               | 1970             |
| Navaz                | 129              |
| Otsango Auzoa        | 60               |
| Zala                 | 34               |
| Zaláin               | 44               |

## Economía
Su perfil antaño era rural y ganadero y se ha ido transformando hasta llegar a ser uno de los principales núcleos industriales de la comarca de las Cinco Villas. Sin embargo, esta actividad industrial no ha ido en detrimento de su valor paisajístico. Además del sector industrial, la economía de Lesaca también se basa en el cultivo del maíz, las alubias y las manzanas, como también del ganado lanar y vacuno.

## Símbolos
El escudo de armas de la villa de Lesaca tiene el siguiente blasón:

Cuartelado. Primero de plata, dos hierros de flecha azules y en campo de oro dos lobos negros andantes. Segundo de plata y una cruz sobre nubes. 3.° de gules y las cadenas de Navarra de oro. 4.° de plata, una encina de sínople y a los lados abarcas de oro atadas con lazos rojos. Por timbre una corona abierta.

## Administración y política
Lesaca conforma un municipio el cual está gobernado por un ayuntamiento de gestión democrática desde 1979, formado por 11 miembros elegidos en las elecciones municipales según está dispuesto en la Ley Orgánica del Régimen Electoral General. La sede del consistorio está situada en la plaza Zaharra, n.º 1 de la localidad de Lesaca.
| Periodo   | Nombre                         | Partido | Partido                                                      |
| --------- | ------------------------------ | ------- | ------------------------------------------------------------ |
| 1979-1981 | Javier Sarobe Bereau           |         | Independiente                                                |
| 1981-1983 | Joaquín Aranguren Díez         |         | Independiente                                                |
| 1983-1987 | Félix Irurzun Olaizola         |         | Euzko Alderdi Jeltzalea-Partido Nacionalista Vasco (EAJ-PNV) |
| 1987-2003 | José Luis Etxegarai Andueza    |         | Euzko Alderdi Jeltzalea-Partido Nacionalista Vasco (EAJ-PNV) |
| 2003-2007 | Juan Fermín Mitxelena Larralde |         | Euzko Alderdi Jeltzalea-Partido Nacionalista Vasco (EAJ-PNV) |
| 2007-2009 | Koldo Erkizia Otxoteko         |         | Eusko Alkartasuna (EA)                                       |
| 2009-2011 | Juan Fermín Mitxelena Larralde |         | Euzko Alderdi Jeltzalea-Partido Nacionalista Vasco (EAJ-PNV) |
| 2011-2015 | Peio Etxabide García           |         | Bildu                                                        |
| 2015-2019 | José Luis Etxegarai Andueza    |         | Geroa Bai (GBai)                                             |
| 2019-act. | Ladis Satrustegui Alzugaray    |         | Euskal Herria Bildu (EH Bildu)                               |

| Partido político                                             | 2023  | 2023  | 2023       | 2019  | 2019  | 2019       | 2015  | 2015  | 2015       | 2011  | 2011  | 2011       |
| Partido político                                             | Votos | %     | Concejales | Votos | %     | Concejales | Votos | %     | Concejales | Votos | %     | Concejales |
| Euskal Herria Bildu (EH Bildu)-Bildu                         | 765   | 53,12 | 6          | 842   | 51,47 | 6          | 666   | 41,89 | 5          | 731   | 46,65 | 6          |
| Geroa Bai (GBai)                                             | 640   | 44,44 | 5          | 763   | 46,64 | 5          | 853   | 53,65 | 6          | —     | —     | —          |
| Euzko Alderdi Jeltzalea-Partido Nacionalista Vasco (EAJ-PNV) | —     | —     | —          | —     | —     | —          | —     | —     | —          | 670   | 42,76 | 5          |
| Partido Socialista de Navarra (PSN-PSOE)                     | —     | —     | —          | —     | —     | —          | —     | —     | —          | 77    | 4,91  | 0          |
| Unión del Pueblo Navarro (UPN)                               | —     | —     | —          | —     | —     | —          | —     | —     | —          | 46    | 2,94  | 0          |

## Patrimonio

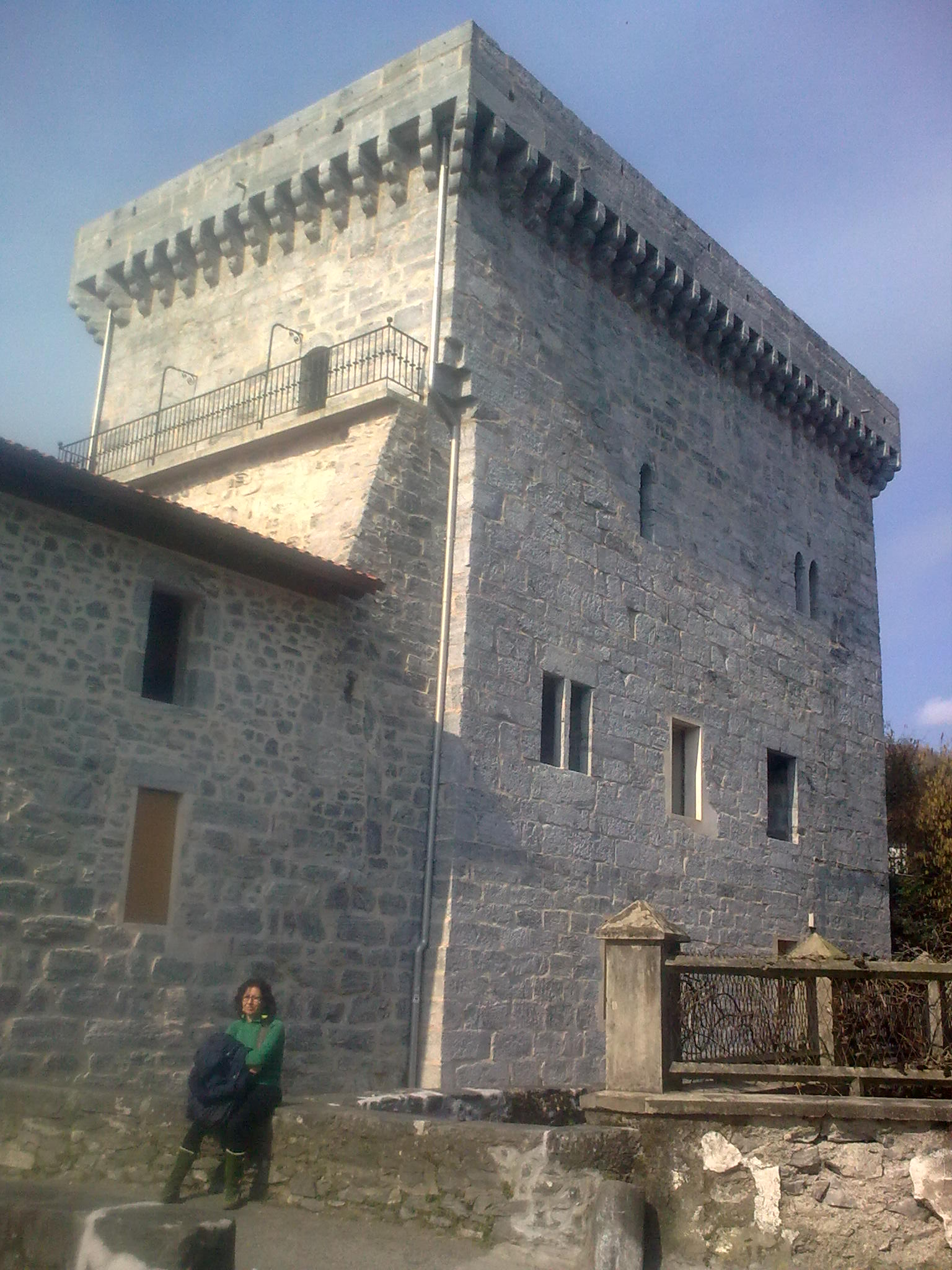
Torre Zabaleta

### Arquitectura civil
- Torre Zabaleta o casherna: Una torre de armería de época medieval que fue reconstruida en su totalidad por Ochoa López de Zabaleta hacia 1450.
- Casa de Minyurinea: Casona señorial del siglo XV, de cuatro plantas. Es el edificio más antiguo de todo Lesaka.
- Casa Consistorial: Edificio barroco pero desornamentado, construido para este fin en el siglo XVII.
- Palacio Bordienea: Casa del siglo XVIII. A destacar un espléndido balcón renacentista hoy en día venido a menos y sus cuatro fachadas con piedra vista. El desván de este edificio ha sido escenario de diversas películas como Campanadas a Medianoche, de Orson Welles, o Akelarre.

### Arquitectura religiosa

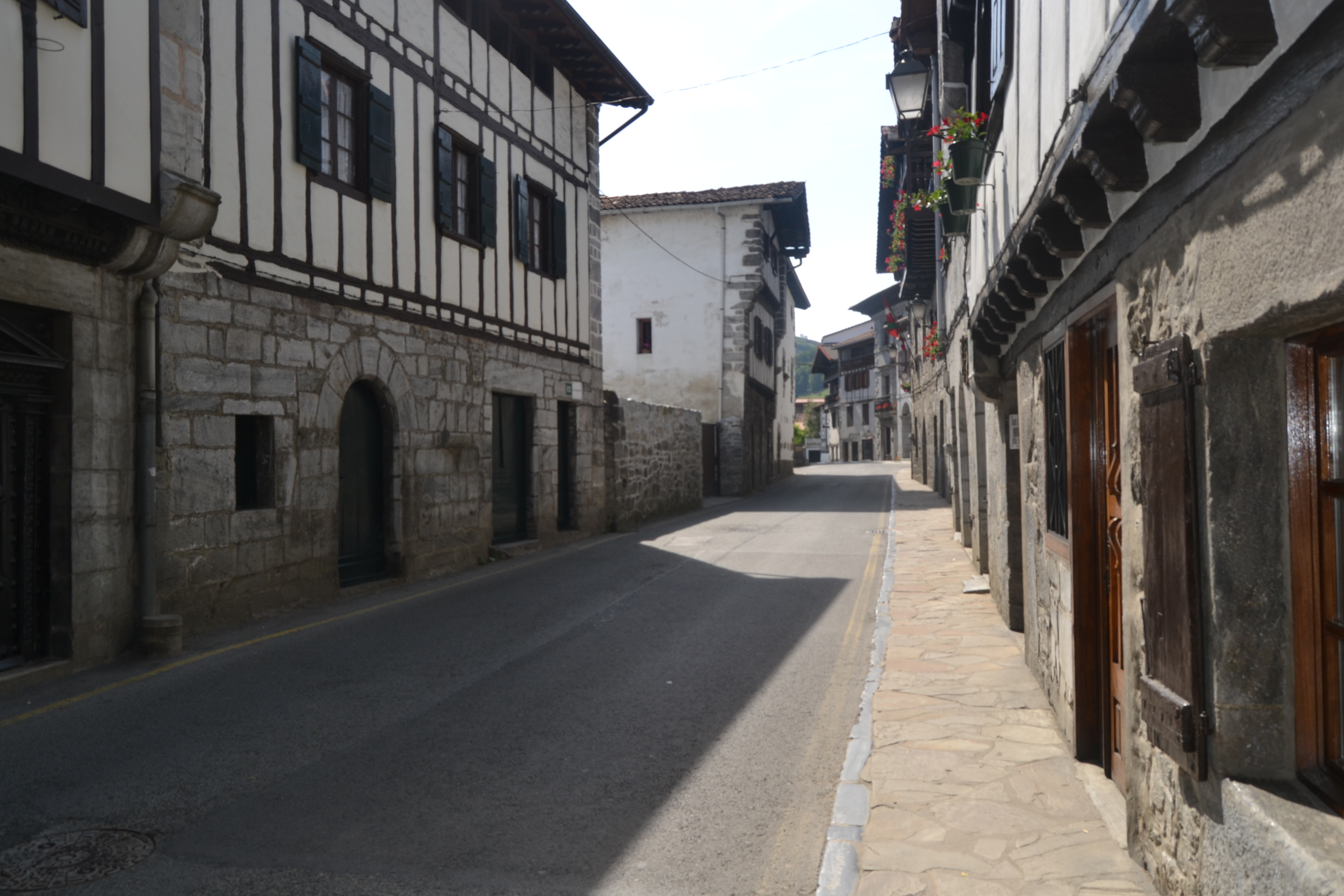
Centro histórico

- Iglesia de San Martín de Tours: Edificio notable del siglo XVI. Con planta de cruz latina y bóveda de crucería estrellada, tiene un espléndido retablo barroco-rococó con esculturas de Salvador Carmona. Según el Catálogo de Monumentos de Navarra, es una de las iglesias más monumentales de Navarra y tiene dimensiones de catedral.
- Nuestra Señora de los Dolores: Convento de carmelitas del siglo XVIII, construido gracias a las aportaciones de un indiano.
- Ermita de San Antonio Abad.
- Ermita del Salbatore.

## Cultura

### Fiestas
Los Sanfermines
Lesaca celebra sus fiestas el 7 de julio, San Fermín. Sin embargo el patrón de la localidad es San Martín. Las celebraciones duran ordinariamente del 6 al 10 de julio, ambos inclusive. Los actos se inician a las doce del mediodía del 6 de julio, al lanzarse el cohete desde la Casa Consistorial. Son seis las danzas típicas de Lesaca. Se ejecutan el 7 de julio, festividad de San Fermín. Finalizada la procesión, se baja a Eskol-Ttiki, donde, sobre los pretiles del río Onín, los ezpatadantzaris bailan el Zubigainekoa, en recuerdo de la paz que se firmó en el siglo XV entre los barrios de la Villa.
Carnavales
El domingo de carnaval al atardecer es cuando el personaje típico de los carnavales lesakarras se vuelve el verdadero protagonista: el "Zako-Zahar". Unos veinte mozos de la villa se visten con sacos que se rellenan con hierba seca, llevando en la mano una vejiga de cerdo con la que golpean a la concurrencia por las calles del municipio. La música de la Banda de Música de Lesaka que les acompaña animará el recorrido tradicional que acaba en la plaza donde, agarrados a unas anillas de hierro de la pared, para que no se caigan, se dejarán quitar el «singular traje». 
Aunque esto sea lo más característico de los carnavales también debe destacarse el ambiente que se vive el lunes con la salida de carrozas por el pueblo. Unos días antes, en el denominado Jueves Gordo, los niños habrán tenido su día, pidiendo el tradicional "arraultze-arraultze" por las casas de Lesaka. 
Por otro lado no hay que olvidarse de las cuadrillas que celebran su carnaval por los caseríos. Según los barrios se dividen en dos grupos: los del barrio Frain, «fraindarrak», y los de los barrios de Endara, Auzoberri y Zala, llamados «goitarrak». Los fraindarras recorreran los caseríos de dicho barrio con música de acordeón. Y los goitarras, bailan al son de la trikitixa acompañando sus bailes con castañuelas. Aunque hoy en día no salen, antaño también se encontraba el grupo de los de Nabaz, «nabaztarrak».
Olentzero
El 24 de diciembre en Lesaka se celebra el Concurso de Olentzeros y Nacimientos. Diferentes cuadrillas del pueblo se juntan desde varios meses antes para preparar unas figuras a escala real de este carbonero para cantar, con éste a hombros, el día 24 en la Plaza Zaharra dos villancicos. Este día es muy importante en el municipio, ya que existe la creencia de que el Olentzero tiene su origen en el pueblo lesakarra. 
Feria de Ganado de las Cinco Villas
Se celebra, por privilegio real, desde el año 1499. Suele ser normalmente el tercer jueves del mes de noviembre. Suele haber diferentes actos como concurso de ajoarriero, exposición de artesanos, deportes rurales, bertsolaris, concurso de ganado y partidos de pelota, además de una verbena en la plaza al anochecer. 